# Rajd Portugalii

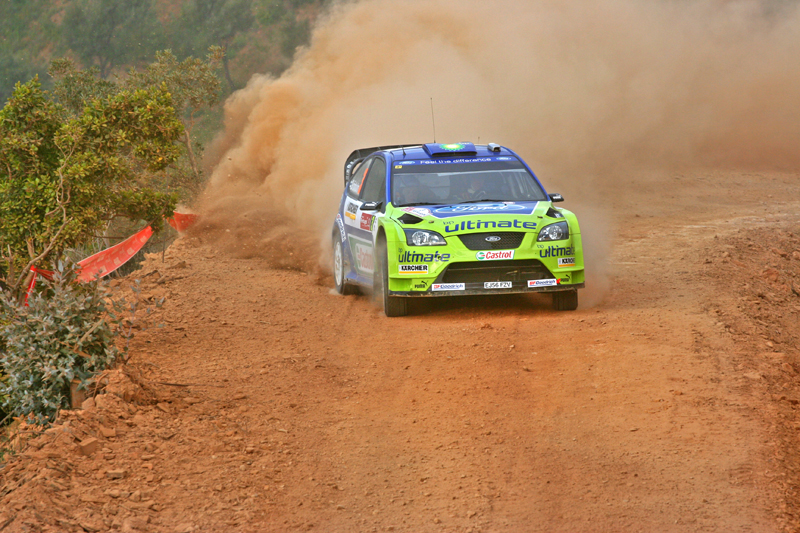
Marcus Grönholm podczas Rajdu Portugalii 2007

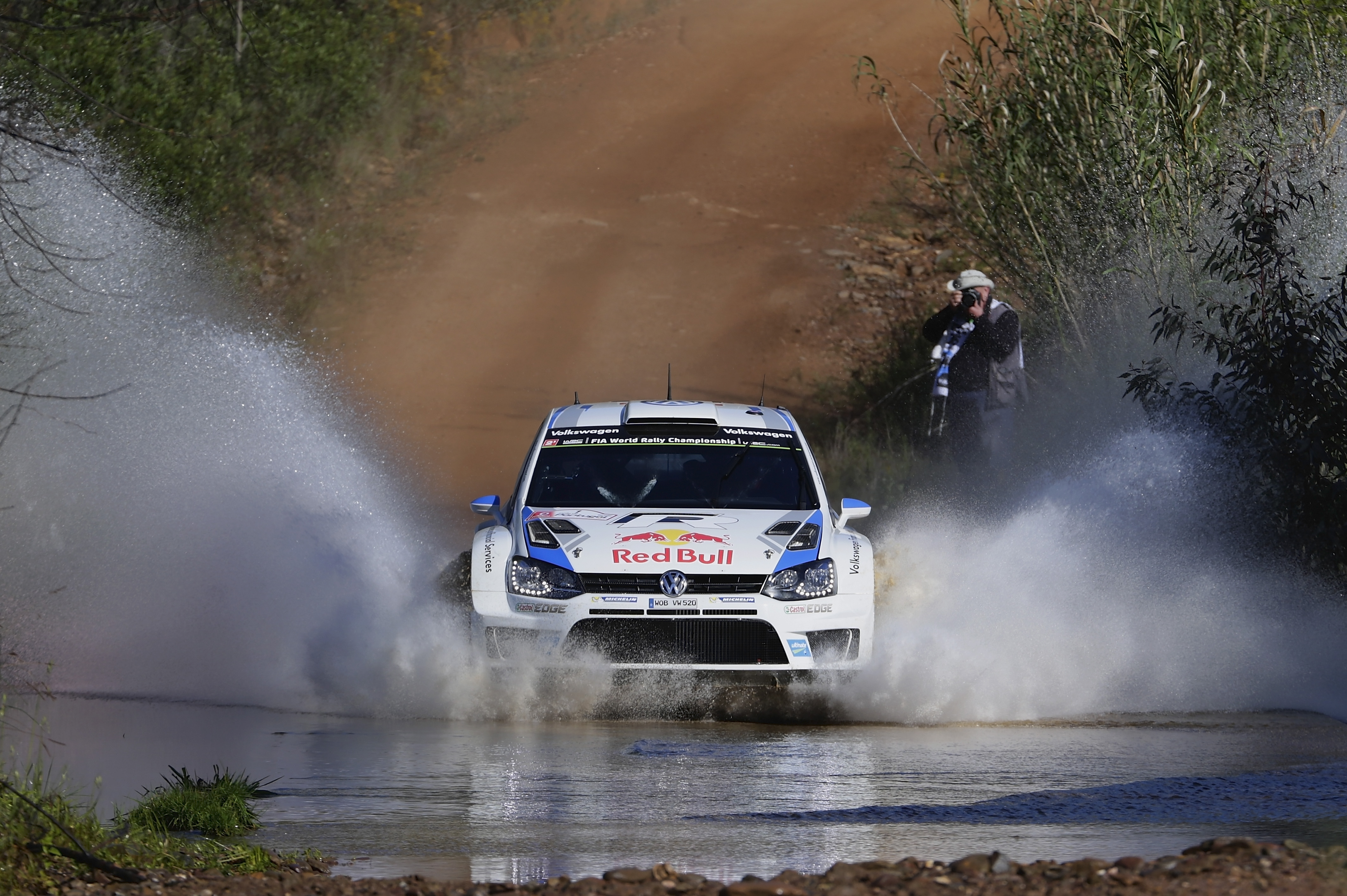
Sébastien Ogier podczas Rajdu Portugalii 2014

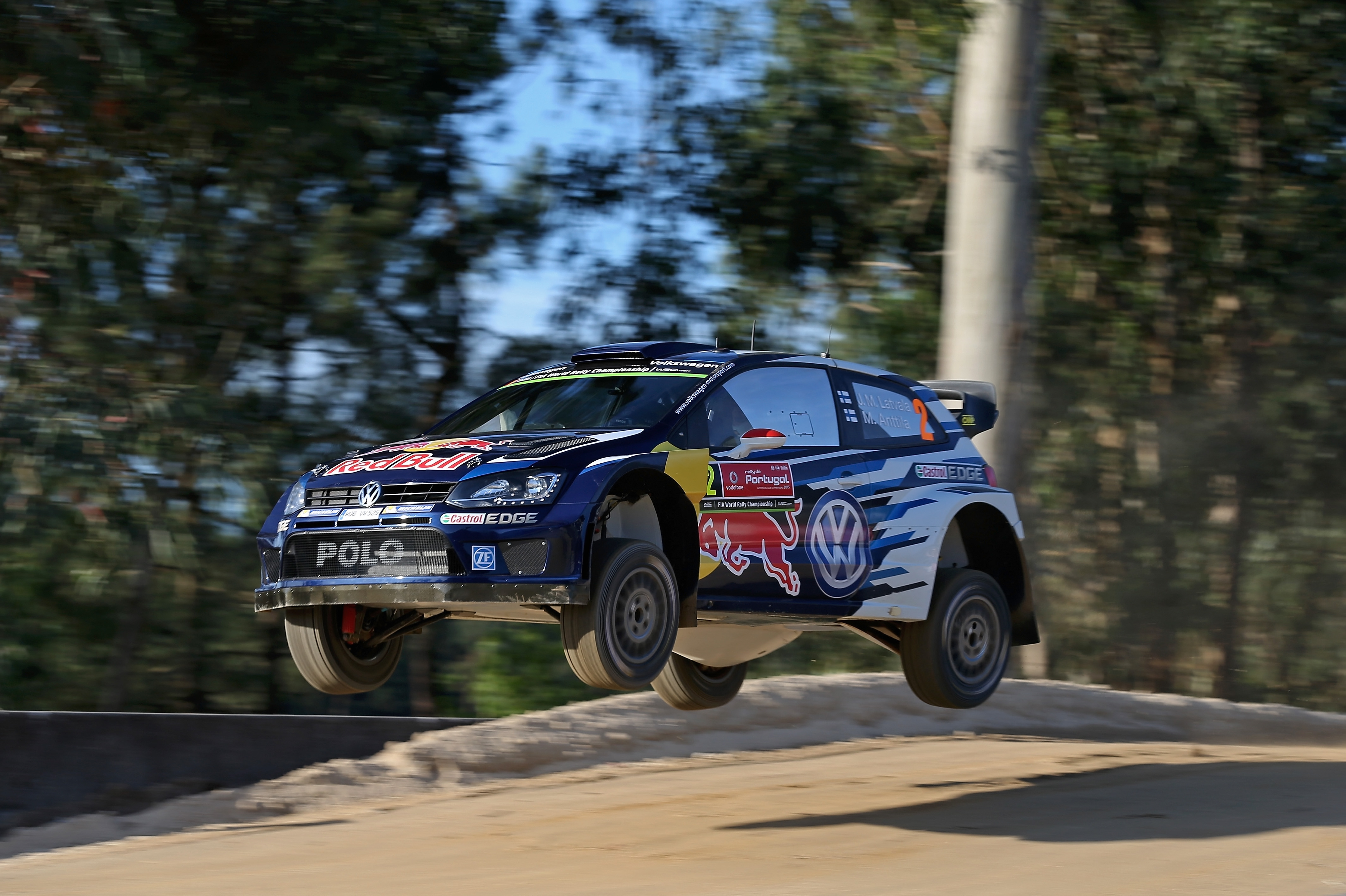
Jari-Matti Latvala podczas Rajdu Portugalii 2015

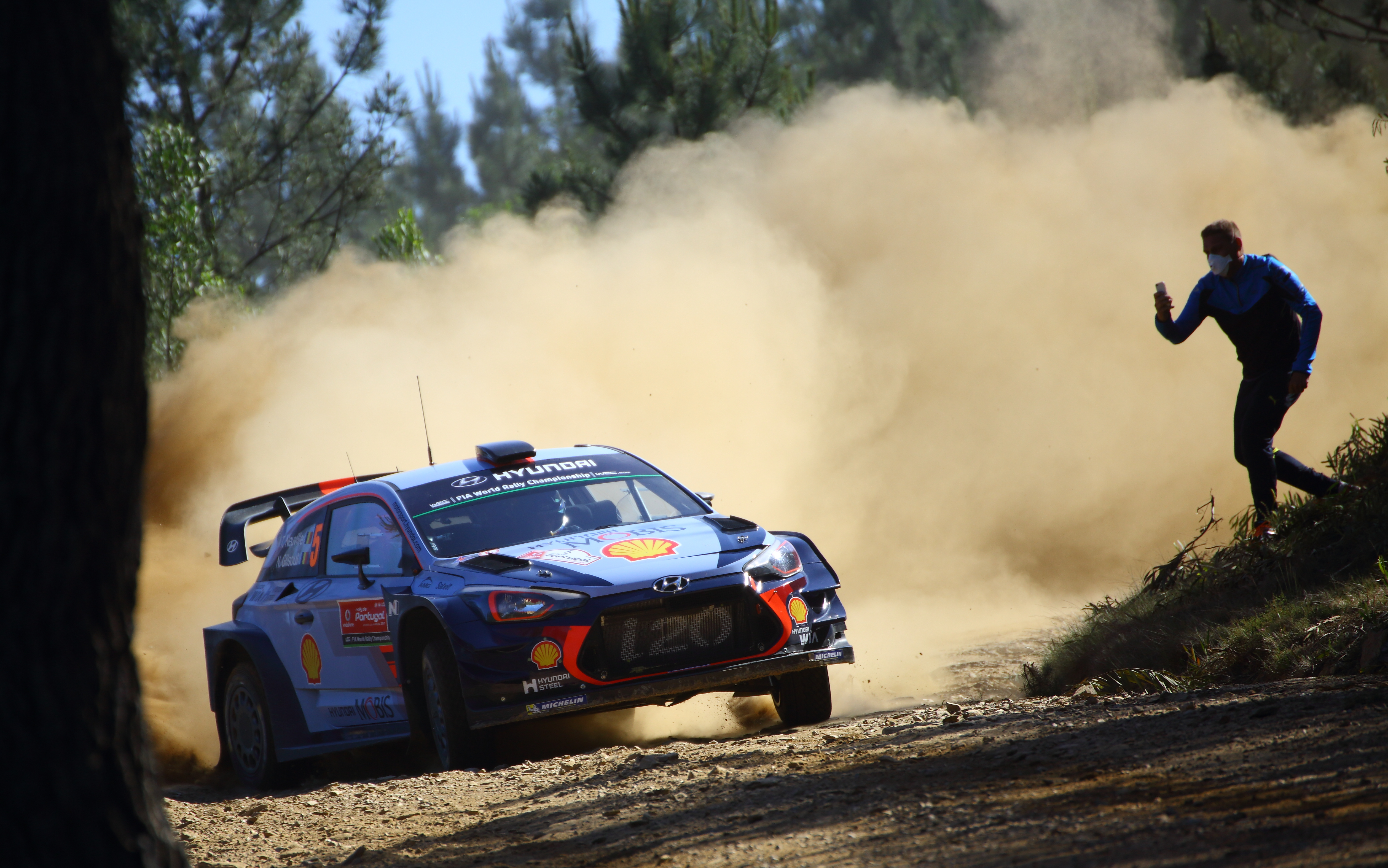
Thierry Neuville podczas Rajdu Portugalii 2017

Rajd Portugalii (oficjalnie Rally de Portugal, wcześniej Rallye de Portugal) – rajd samochodowy organizowany rokrocznie w Portugalii, obecnie w okolicach Algarve. Rajd odbywa się od 1968 roku, a od roku 1973 jest eliminacją Rajdowych Mistrzostw Świata. Funkcjonował w kalendarzu przez 29 lat, zniknął jednak z niego na lata 2002–2006. Od sezonu 2007 powrócił do kalendarza w cyklu dwuletnim.
W latach 70., 80. i 90. był to rajd rozgrywany na mieszanej nawierzchni asfaltowo-szutrowej. Obecnie jest rozgrywany wyłącznie na szutrach.
Rajd pięciokrotnie został nagrodzony trofeum najlepszego rajdu świata, a w roku 2000 uzyskał nagrodę najlepszego rajdu roku.

## Zwycięzcy[1]
| Rok  | Nazwa rajdu                           | Kierowca                            | Pilot                               | Samochód                            | Kategoria |
| ---- | ------------------------------------- | ----------------------------------- | ----------------------------------- | ----------------------------------- | --------- |
| 1967 | 1º Rallye Internacional TAP           | José Carpinteiro Albino             | Silva Pereira                       | Renault 8 Gordini                   |           |
| 1968 | 2º Rallye Internacional TAP           | Tony Fall                           | Ron Crellin                         | Lancia Fulvia HF 1.3                |           |
| 1969 | 3º Rallye Internacional TAP           | Francisco Romãozinho                | João Canas Mendes                   | Citroën DS 21                       |           |
| 1970 | 4º Rallye Internacional TAP           | Simo Lampinen                       | John Davenport                      | Lancia Fulvia HF 1.6                | ERC       |
| 1971 | 5º Rallye Internacional TAP           | Jean-Pierre Nicolas                 | Jean Todt                           | Alpine Renault A110 1600            | ERC       |
| 1972 | 6º Rallye Internacional TAP           | Achim Warmbold                      | John Davenport                      | BMW 2002 TI                         | ERC       |
| 1973 | 7º Rallye Internacional TAP           | Jean-Luc Thérier                    | Jacques Jaubert                     | Alpine Renault A110 1800            | WRC       |
| 1974 | 8º Rallye Internacional TAP           | Raffaele Pinto                      | Arnaldo Bernacchini                 | Fiat Abarth 124 Rallye              | WRC       |
| 1975 | 9º Rallye de Portugal Vinho do Porto  | Markku Alén                         | Ilkka Kivimäki                      | Fiat Abarth 124 Rallye              | WRC       |
| 1976 | 10º Rallye de Portugal Vinho do Porto | Sandro Munari                       | Silvio Maiga                        | Lancia Stratos HF                   | WRC       |
| 1977 | 11º Rallye de Portugal Vinho do Porto | Markku Alén                         | Ilkka Kivimäki                      | Fiat 131 Abarth                     | WRC       |
| 1978 | 12º Rallye de Portugal Vinho do Porto | Markku Alén                         | Ilkka Kivimäki                      | Fiat 131 Abarth                     | WRC       |
| 1979 | 13º Rallye de Portugal Vinho do Porto | Hannu Mikkola                       | Arne Hertz                          | Ford Escort RS1800                  | WRC       |
| 1980 | 14º Rallye de Portugal Vinho do Porto | Walter Röhrl                        | Christian Geistdörfer               | Fiat 131 Abarth                     | WRC       |
| 1981 | 15º Rallye de Portugal Vinho do Porto | Markku Alén                         | Ilkka Kivimäki                      | Fiat 131 Abarth                     | WRC       |
| 1982 | 16º Rallye de Portugal Vinho do Porto | Michèle Mouton                      | Fabrizia Pons                       | Audi Quattro                        | WRC       |
| 1983 | 17º Rallye de Portugal Vinho do Porto | Hannu Mikkola                       | Arne Hertz                          | Audi Quattro A1                     | WRC       |
| 1984 | 18º Rallye de Portugal Vinho do Porto | Hannu Mikkola                       | Arne Hertz                          | Audi Quattro A2                     | WRC       |
| 1985 | 19º Rallye de Portugal Vinho do Porto | Timo Salonen                        | Seppo Harjanne                      | Peugeot 205 Turbo 16                | WRC       |
| 1986 | 20º Rallye de Portugal Vinho do Porto | Joaquim Moutinho                    | Edgar Fortes                        | Renault 5 Turbo                     | WRC       |
| 1987 | 21º Rallye de Portugal Vinho do Porto | Markku Alén                         | Ilkka Kivimäki                      | Lancia Delta HF 4WD                 | WRC       |
| 1988 | 22º Rallye de Portugal Vinho do Porto | Massimo Biasion                     | Carlo Cassina                       | Lancia Delta Integrale              | WRC       |
| 1989 | 23º Rallye de Portugal Vinho do Porto | Massimo Biasion                     | Tiziano Siviero                     | Lancia Delta Integrale              | WRC       |
| 1990 | 24º Rallye de Portugal Vinho do Porto | Massimo Biasion                     | Tiziano Siviero                     | Lancia Delta Integrale 16V          | WRC       |
| 1991 | 25º Rallye de Portugal                | Carlos Sainz                        | Luís Moya                           | Toyota Celica GT-Four               | WRC       |
| 1992 | 26º Rallye de Portugal                | Juha Kankkunen                      | Juha Piironen                       | Lancia Delta HF Integrale           | WRC       |
| 1993 | 27º Rallye de Portugal                | François Delecour                   | Daniel Grataloup                    | Ford Escort RS Cosworth             | WRC       |
| 1994 | 28º TAP Rallye de Portugal            | Juha Kankkunen                      | Nicky Grist                         | Toyota Celica Turbo 4WD             | WRC       |
| 1995 | 29º TAP Rallye de Portugal            | Carlos Sainz                        | Luís Moya                           | Subaru Impreza 555                  | WRC       |
| 1996 | 30º TAP Rallye de Portugal            | Rui Madeira                         | Nuno Rodrigues da Silva             | Toyota Celica GT-Four               | 2L WRC    |
| 1997 | 31º TAP Rallye de Portugal            | Tommi Mäkinen                       | Seppo Harjanne                      | Mitsubishi Lancer Evo IV            | WRC       |
| 1998 | 32º TAP Rallye de Portugal            | Colin McRae                         | Nicky Grist                         | Subaru Impreza WRC                  | WRC       |
| 1999 | 33º TAP Rallye de Portugal            | Colin McRae                         | Nicky Grist                         | Ford Focus WRC                      | WRC       |
| 2000 | 34º TAP Rallye de Portugal            | Richard Burns                       | Robert Reid                         | Subaru Impreza WRC                  | WRC       |
| 2001 | 35º TAP Rallye de Portugal            | Tommi Mäkinen                       | Risto Mannisenmäki                  | Mitsubishi Lancer Evo VI            | WRC       |
| 2002 | 36º TMN Rallye de Portugal            | Didier Auriol                       | Thierry Barjou                      | Toyota Corolla WRC                  |           |
| 2003 | 37º TMN Rallye de Portugal            | Armindo Araújo                      | Miguel Ramalho                      | Citroën Saxo Kit Car                |           |
| 2004 | 38º TMN Rallye de Portugal            | Armindo Araújo                      | Miguel Ramalho                      | Citroën Saxo Kit Car                |           |
| 2005 | 39º TMN Rallye de Portugal            | Daniel Carlsson                     | Mattias Andersson                   | Subaru Impreza WRX                  |           |
| 2006 | 40º PT-Rally de Portugal              | Armindo Araújo                      | Miguel Ramalho                      | Mitsubishi Lancer Evo VIII          |           |
| 2007 | 41º Vodafone Rally de Portugal        | Sébastien Loeb                      | Daniel Elena                        | Citroën C4 WRC                      | WRC       |
| 2008 | 42º Vodafone Rally de Portugal        | Luca Rossetti                       | Matteo Chiarcossi                   | Peugeot 207 S2000                   | IRC       |
| 2009 | 43º Vodafone Rally de Portugal        | Sébastien Loeb                      | Daniel Elena                        | Citroën C4 WRC                      | WRC       |
| 2010 | 44º Vodafone Rally de Portugal        | Sébastien Ogier                     | Julien Ingrassia                    | Citroën C4 WRC                      | WRC       |
| 2011 | 45º Vodafone Rally de Portugal        | Sébastien Ogier                     | Julien Ingrassia                    | Citroën DS3 WRC                     | WRC       |
| 2012 | 46º Vodafone Rally de Portugal        | Mads Østberg                        | Jonas Andersson                     | Ford Fiesta RS WRC                  | WRC       |
| 2013 | 47º Vodafone Rally de Portugal        | Sébastien Ogier                     | Julien Ingrassia                    | Volkswagen Polo R WRC               | WRC       |
| 2014 | 48º Vodafone Rally de Portugal        | Sébastien Ogier                     | Julien Ingrassia                    | Volkswagen Polo R WRC               | WRC       |
| 2015 | 49º Vodafone Rally de Portugal        | Jari-Matti Latvala                  | Miikka Anttila                      | Volkswagen Polo R WRC               | WRC       |
| 2016 | 50. Vodafone Rally de Portugal        | Kris Meeke                          | Paul Nagle                          | Citroën DS3 WRC                     | WRC       |
| 2017 | 51. Vodafone Rally de Portugal        | Sébastien Ogier                     | Julien Ingrassia                    | Ford Fiesta WRC                     | WRC       |
| 2018 | 52. Vodafone Rally de Portugal        | Thierry Neuville                    | Nicolas Gilsoul                     | Hyundai i20 Coupe WRC               | WRC       |
| 2019 | 53. Vodafone Rally de Portugal        | Ott Tänak                           | Martin Järveoja                     | Toyota Yaris WRC                    | WRC       |
| 2020 | Vodafone Rally de Portugal 2020       | Odwołany z powodu epidemii COVID-19 | Odwołany z powodu epidemii COVID-19 | Odwołany z powodu epidemii COVID-19 | WRC       |
| 2021 | 54. Vodafone Rally de Portugal        | Elfyn Evans                         | Scott Martin                        | Toyota Yaris WRC                    | WRC       |
| 2022 | 55. Vodafone Rally de Portugal        | Kalle Rovanperä                     | Jonne Halttunen                     | Toyota GR Yaris Rally1              | WRC       |
| 2023 | 56. Vodafone Rally de Portugal        | Kalle Rovanperä                     | Jonne Halttunen                     | Toyota GR Yaris Rally1              | WRC       |
| 2024 | 57. Vodafone Rally de Portugal        | Sébastien Ogier                     | Vincent Landais                     | Toyota GR Yaris Rally1 Hybrid       | WRC       |
| 2025 | 58. Vodafone Rally de Portugal        | Sébastien Ogier                     | Vincent Landais                     | Toyota GR Yaris Rally1              | WRC       |

- IRC – Intercontinental Rally Challenge
- WRC – Rajdowe mistrzostwa świata
- 2L WRC - Dwulitrowy Rajdowy Puchar Świata
- ERC – Rajdowe Mistrzostwa Europy